# Ебрагімабад (Зарандіє)
Ебрагімабад (перс. ابراهيم اباد) — село в Ірані, у дегестані Гакімабад, у Центральному бахші, шахрестані Зарандіє остану Марказі. За даними перепису 2006 року, його населення становило 22 особи, що проживали у складі 5 сімей.

## Клімат
Середня річна температура становить 14,54 °C, середня максимальна – 33,22 °C, а середня мінімальна – -7,88 °C. Середня річна кількість опадів – 241 мм.
| Клімат поселення                              | Клімат поселення | Клімат поселення | Клімат поселення | Клімат поселення | Клімат поселення | Клімат поселення | Клімат поселення | Клімат поселення | Клімат поселення | Клімат поселення | Клімат поселення | Клімат поселення | Клімат поселення |
| Показник                                      | Січ.             | Лют.             | Бер.             | Квіт.            | Трав.            | Черв.            | Лип.             | Серп.            | Вер.             | Жовт.            | Лист.            | Груд.            |                  |
| Середній максимум, °C                         | 9,31             | 11,17            | 16,23            | 22,98            | 27,76            | 32,71            | 33,22            | 32,42            | 28,42            | 22,16            | 15,28            | 9,22             |                  |
| Середня температура, °C                       | 0,72             | 2,58             | 7,65             | 14,38            | 19,16            | 24,12            | 27,41            | 26,62            | 22,62            | 16,36            | 9,46             | 3,40             |                  |
| Середній мінімум, °C                          | −7,88            | −6               | −0,94            | 5,81             | 10,57            | 15,52            | 21,57            | 20,79            | 16,81            | 10,54            | 3,66             | −2,4             |                  |
| Норма опадів, мм                              | 32               | 33               | 45               | 31               | 24               | 4                | 2                | 1                | 1                | 13               | 22               | 33               |                  |
| Середньомісячна швидкість вітру, м/с          | 1.35             | 2.04             | 2.91             | 3.20             | 2.76             | 2.72             | 2.77             | 2.63             | 2.30             | 2.15             | 1.98             | 1.40             |                  |
| Середньомісячна сонячна радіація, кДж/м²·день | 9047             | 11865            | 14299            | 17895            | 22058            | 25971            | 25741            | 23399            | 19775            | 14486            | 10695            | 8640             |                  |
| --------------------------------------------- | ---------------- | ---------------- | ---------------- | ---------------- | ---------------- | ---------------- | ---------------- | ---------------- | ---------------- | ---------------- | ---------------- | ---------------- | ---------------- |
| Джерело:                                      |                  |                  |                  |                  |                  |                  |                  |                  |                  |                  |                  |                  |                  |